# Castello di Helfenberg
Il castello di Helfenberg (in tedesco Schloss Helfenberg) si trova a Helfenberg, comune austriaco del Distretto di Rohrbach appartenente al Land dell'Alta Austria. La sua storia inizia nel XIII secolo.

## Storia

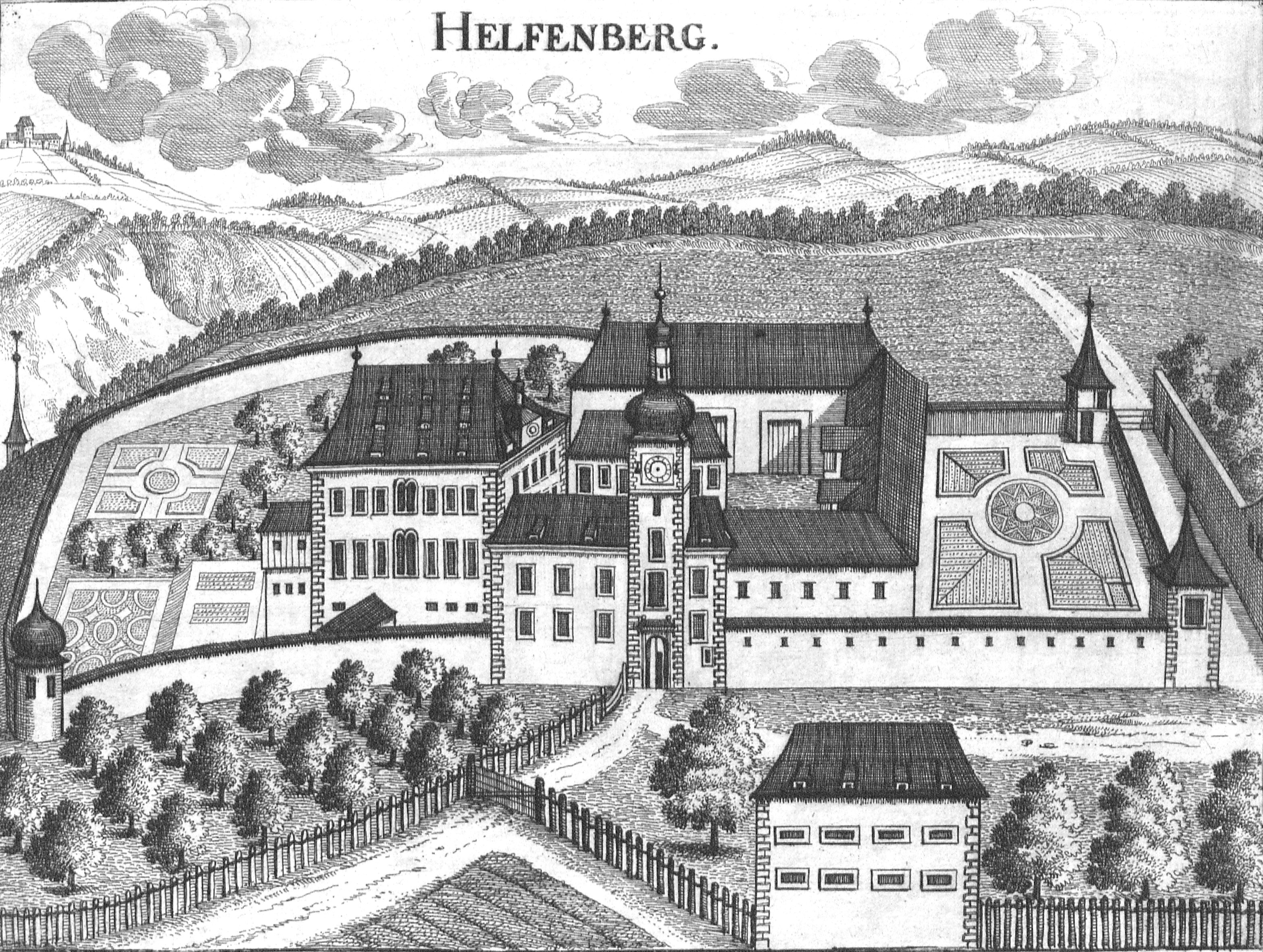
Castello di Helfenberg in un'incisione del 1674, opera di Georg Matthäus Vischer

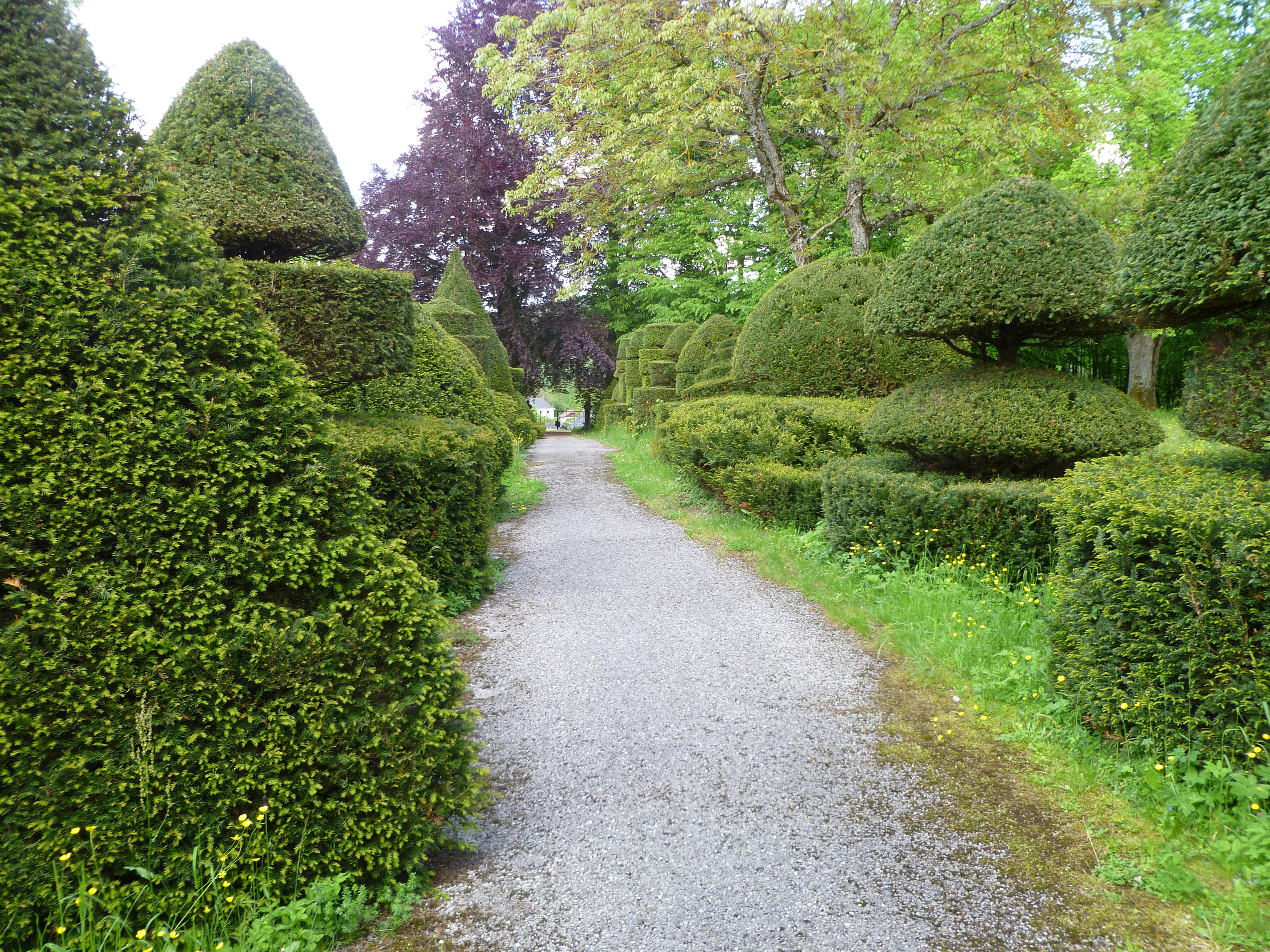
Viale di accesso

In un documento del 1224 conservato nel monastero di Hohenfurt, quando questo appartenava alla Boemia meridionale, compare come testimone un certo Wirint de Helfenberch ma sembra probabile che il castello venisse costruito solo intorno al 1250. Nel 1285 era di proprietà di Arnold von Piber, che già possedeva Piberstein e Lobenstein e che ampliò l'allora modesto complesso. Dal 1430 al 1491 appartenne alla famiglia Neundlinger e in seguito entrò tra le proprietà di Erasmus Greisenecker. Ai suoi tempi il castello era già una proprietà libera senza vincoli feudali. Nel 1574, a causa di lunghe dispute sull'eredità, passò a Christoph Kienast von Tannach, che lo vendette nel 1587 a Christoph Artstetter von Wartberg. Dal 1595 al 1630 la tenuta fu proprietà solo dei signori di Oedt zu Götzendorf. Hans Christoph von Oedt lo fece ricostruire ex novo nel 1607 e vi fece anche allestire una vasta biblioteca. Nel castello nacque nel 1620 il pittore e disegnatore Elias Goedeler. Alla famiglia Oedter seguì la famiglia Schifer poiché Siegmund Schifer lo ottenne per via ereditaria avendo sposato Barbara Regina von Oedt. Nel 1655 venne ceduto a Johann Friedrich Märk von Gneisenau e con la famiglia di quest'ultimo fu costruita la cappella gentilizia. Nel 1686 venne acquistato da Johann Friedrich von Seeau e la sua famiglia lo conservò per 200 anni. Nel 1705 Johann Ehrenreich von Seeau ed i suoi signori Helfenberg e Piberstein lo legarino a vincoli ereditari che furono abrogati solo nel 1885. Dopo l'estinzione dei Seeauer, nel 1893 il castello di Helfenberg venne acquistato dalla contessa Olympia Revertera-Salandra, di famiglia originaria della Spagna che venne in Austria con l'imperatore Carlo V. I suoi membri lavoravano spesso come diplomatici, politici e funzionari di alto rango. A cavallo tra il XIX e il XX secolo, il castello fu oggetto di importanti lavori di ristrutturazione. A quel tempo la parte più alta della torre della porta fu rinnovata e l'antica copertura a cipolla venne sostituita con un tetto a padiglione. Negli anni trenta del XX secolo il conte Peter Revertera lavorò come capo delle guardie domestiche e direttore della sicurezza per l'Alta Austria e il castello appartiene ancora alla sua famiglia.

## Descrizione

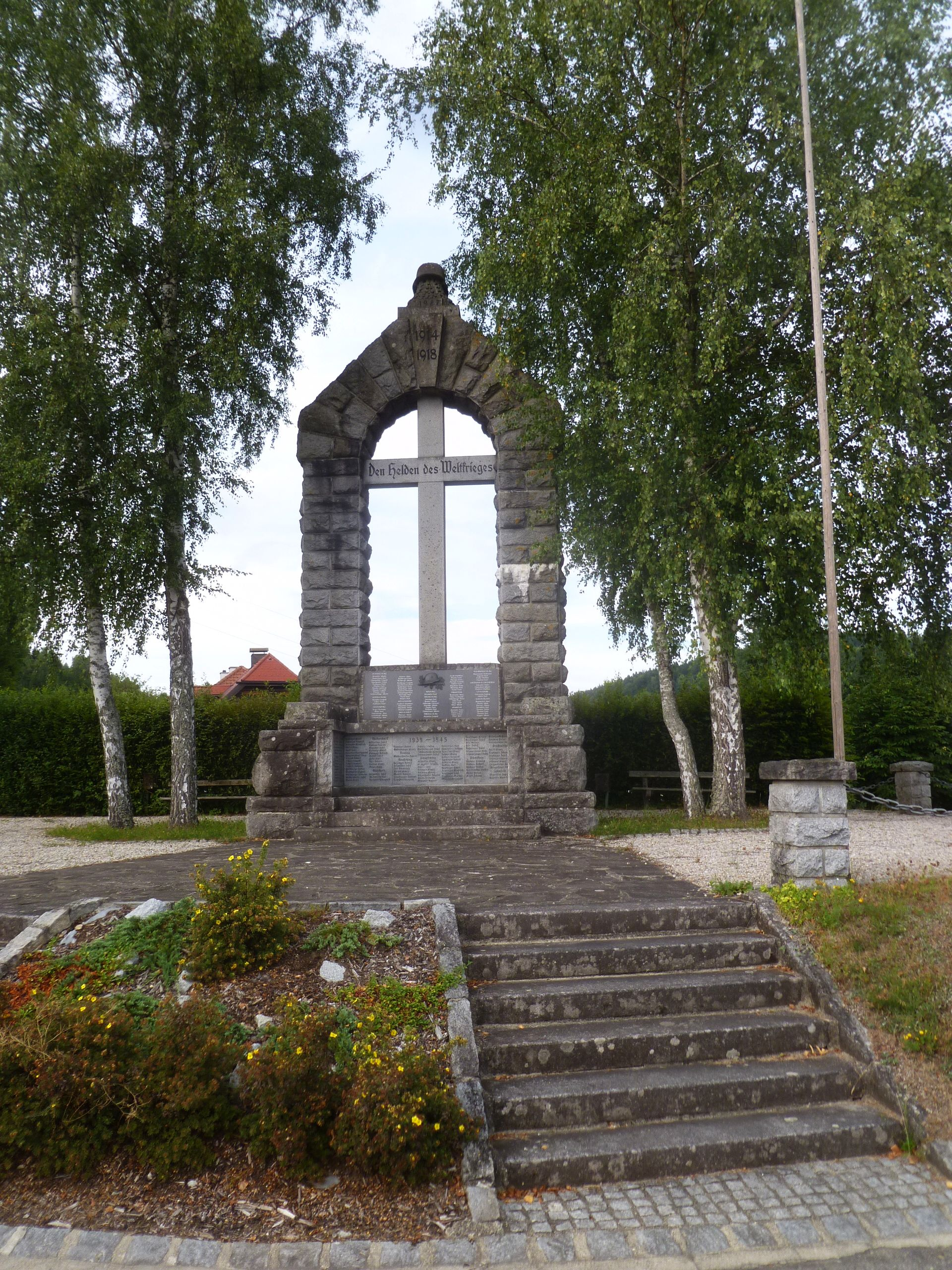
Monumento ai caduti di Helfenberg

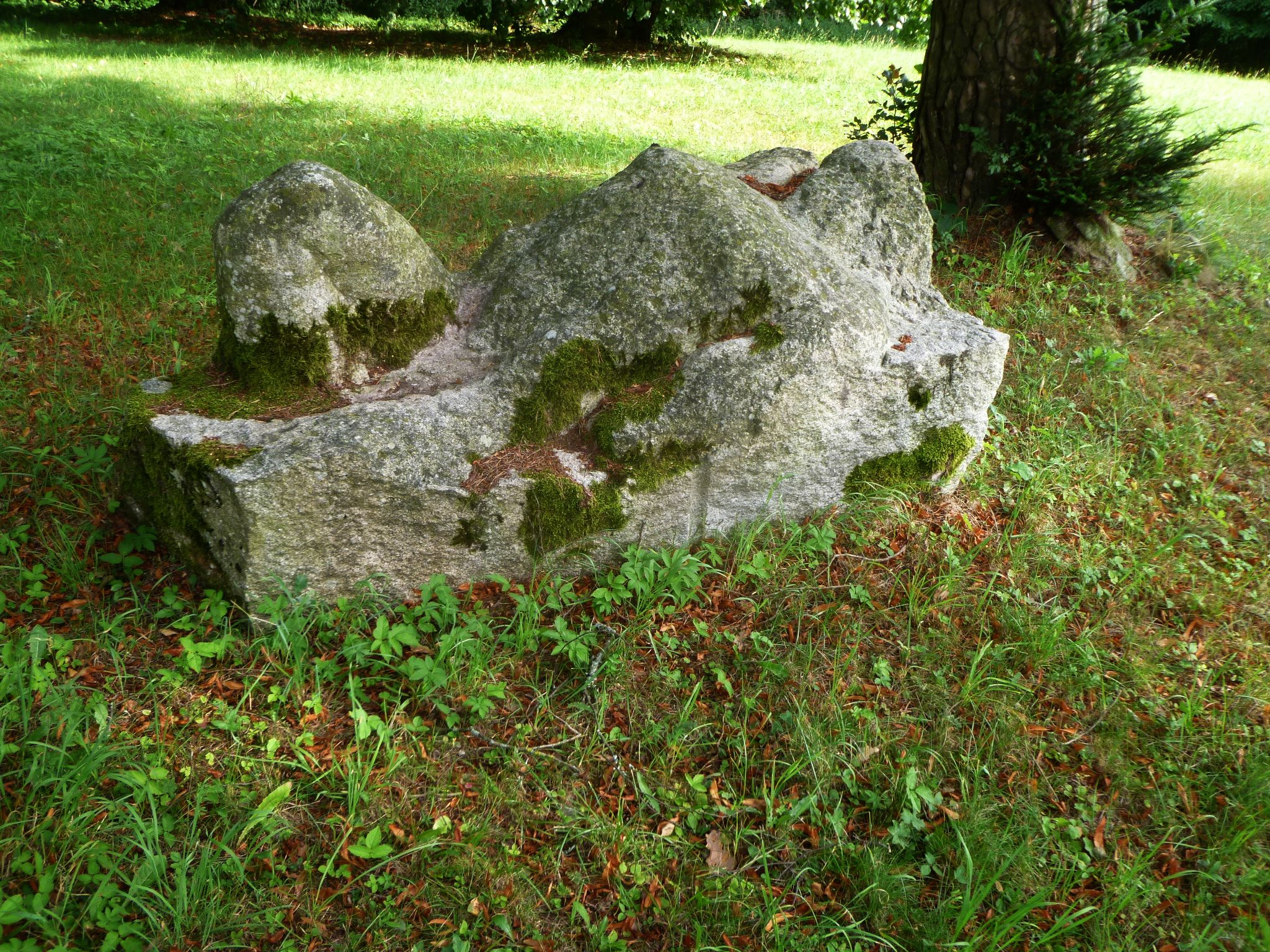
Scultura di Magnus Angermeier nel parco del castello

Il castello di Helfenberg si trova nell'omonimo, comune austriaco del Distretto di Rohrbach, Land dell'Alta Austria. L'antico castello si trovava proprio sopra la chiesa parrocchiale del paese, sul sito dove venne costruito il monumento ai caduti, ma di questa struttura storica sono sparite molte tracce. Il castello rinascimentale, costruito nel 1607, si trova a circa 300 m sopra le scuderie del castello. Dell'antica struttura si sono conservate l'ala nord con la maestosa torre della porta e l'ala est a due piani con le sue torri angolari. La torre quadrata della porta è chiusa da una piattaforma difensiva poggiante su mensole ed è coperta da un ripido tetto a padiglione. Questa torre è significativamente la parte più antica del castello e fu costruita a scopi difensivi. La sua campana è del 1592. Sotto l'orologio è visibile lo stemma dei conti Revertera. Sopra il portale rinascimentale bugnato ad arco si trova un'iscrizione che fa riferimento al periodo di costruzione del castello. La facciata del piano terra dell'ala nord è scanalata. Una torre rotonda delimita l'angolo sud-est dell'ala nord, la cui scala a chiocciola fornisce il collegamento con l'ala est. L'edificio residenziale vero e proprio è l'ala est e per questo viene chiamato anche Grafenstock. L'ala nord, conosciuta anche come casa di cura, ospita principalmente uffici e alloggi per il personale. La facciata ovest dell'ala est presenta un timpano curvo del periodo tardo barocco (fine del XVIII secolo). Alcuni interni conservano soffitti lignei rinascimentali. Al posto dell'antica torre angolare nord occidentale si trova la cosiddetta casa del giardiniere. Nel cortile si trova anche una fontana esagonale, realizzata nel 1625 dal maestro scalpellino Hans Getzinger, di Haslach. Le pareti laterali esterne della vasca sono decorate con stemmi scolpiti. La cappella del castello, che venne chiusa sotto i Seeau nel 1785, venne restaurata dalla famiglia Revertera e dotata di un nuovo altare. Il parco attorno, che è ben curato ed arriva sino alle strutture agricole, conserva molti vecchi alberi autoctoni ed esotici e il viale che conduce al castello è fiancheggiato da tassi ostituiva. I singoli alberi sono tagliati in forme geometriche. Nel giardino ornamentale barocco si trovano sei gnomi di pietra nello stile di Johann Josef Wanscher risalenti all'inizio del XVIII secolo.

### Bene architettonico tutelato
il castello di Helfenberg è stato posto sotto tutela dei monumenti da parte della Repubblica austriaca col numero 15149.